# 田中哮義
田中 哮義（たなか たけよし、1947年（昭和22年）7月6日 - ）は、日本の防災工学者、火災工学者、建築学者。

## 経歴・人物
鳥取県に生まれる。1971年（昭和46年）3月、京都大学工学部建築学科卒業後、同大学大学院工学研究科建築学第2専攻修了。1973年（昭和48年）4月、建設省に出仕。建築研究所を経て、1997年（平成9年）6月、京都大学防災研究所教授となる。2012年（平成24年）定年退職（京都大学名誉教授）。この間、アメリカ国立標準技術研究所およびフランス建築科学技術センターの客員研究員を務めた。ほか、日本建築学会、日本火災学会、日本都市計画学会、日本防火技術者協会、自然災害学会など学会に参加。日本火災学会では会長職を務めた。